# 反編譯器
反編譯器（英語：Decompiler）的功能與編譯器相反。顧名思義，就是將已編譯好的程式還原到未編譯的狀態，也就是找出程序的源代码。一種反编译器通常只能反編譯1~2種程式語言，反编译器的功能只侷限在某些語言上，如Java，像C/C++便沒有適合的反编译器可使用。